# Stumpseglare
Stumpseglare (Neafrapus cassini) är en fågel i familjen seglare.

## Utseende och läte
Stumpseglaren är en udda seglare med mycket kort stjärt så den nästan ser utan att sakna stjärt. Vingarna är nupna in mot kroppen men är i övrigt rätt raka och breda. Fjäderdräkten är distinkt med svart på strupe, rygg och vingar, vitt på buk och undergump samt vitt även i ett band på övergumpen. Teckningsmönstret påminner om vitbukig seglare, men den mycket korta stjärten ger den en unikt framtung profil. Lätet har inte beskrivits. 

## Utbredning och systematik
Fågeln förekommer från Sierra Leone och Liberia till nordvästra Angola och västra Uganda samt på ön Bioko i Guineabukten. Den behandlas som monotypisk, det vill säga att den inte delas in i några underarter.

## Status och hot
Arten har ett stort utbredningsområde, men tros minska i antal, dock inte tillräckligt kraftigt för att den ska betraktas som hotad. Internationella naturvårdsunionen IUCN listar arten som livskraftig (LC).

## Namn
Fågelns vetenskapliga artnamn hedrar den amerikanske ornitologen John Cassin (1813-1869).